# Patientsäkerhet
Patientsäkerhet handlar om patienters skydd mot att bli fysiskt eller psykiskt skadade av hälso- och sjukvården och att vården inte ska leda till dödsfall.
WHO uppger att en av tio patienter i i-länderna skadas i vårdsituationer, samt att vårdrelaterade infektioner drabbar 7 respektive 10 procent av alla inlagda patienter i i-, respektive u-länder. I Sverige är den som ger hälso- och sjukvård skyldig att ge patienten god vård, enligt Patientsäkerhetslagen. Vården är skyldig att göra en så kallad Lex Maria-anmälan av händelse som medfört uppkomst av, eller risk för, allvarlig skada som varit möjlig att  undvika.
Patientsäkerhet handlar exempelvis om avvägningar när en behandling har bieffekter, huruvida vården skulle orsaka mer skada än tillståndet som ska behandlas (jämför primum non nocere). Så kan vara fallet vid övervägning om huruvida ett tillstånd kräver kirurgiska operationer. Bristande patientsäkerhet innefattar också fall av vårdskada som hade kunnat undvikas.
God vård kan definieras som att den är kunskapsbaserad, effektiv, säker, patientfokuserad, jämlik och sker i rätt tid. Frågor för patientsäkerheten är därmed frågor om hygien och vårdrelaterade infektioner, felaktiga läkemedelsbehandlingar, fallskador, liggsår, felaktig kost och medföljande näringsrubbningar, patientmedverkan för patient och anhöriga, frågor om vårdplatser och överbeläggningar, patienintegritet, tystnadsplikt, informationssäkerhet, väntetider och vårdköer, vårdpersonalens arbetstider, antibiotikaresistens, förlossningsvård, tillgång till medicin-tekniska hjälpmedel, säkra blodtransfusioner, samt geografisk och ekonomisk tillgänglighet. Felaktiga läkemedelsbehandlingar kan vara mediciner av dålig kvalitet och bluffmediciner, bero på feldiagnostisering, bestå av interaktioner med andra läkemedel, eller handla om förväxling av två läkemedel eller verksamma substanser med snarlika namn.
En av de viktigaste frågorna inom patientsäkerheten är problem med feldiagnostisering, då hela vårdkedjan därmed förfelas. I USA talas om en epidemi av feldiagnostisering och felbehandling, med flera dödsfall till följd. Åtgärder mot feldiagnostisering och felbehandling innefattar rapporter om sådana, utveckling av system och informationsmetoder, samt identifiering av den mänskliga faktorn och rent kognitiva, lätt igenkännbara, felslut. Nära liggande denna fråga ligger frågor om vårdpersonalens utbildning och yrkeslegitimation och regler för indragning av sådan legitimation.
Vidare kan säkerheten äventyras vid situationer och tillfällen då patientens identitet är okänd eller förväxlas med en annan, och kommunikationen och vården kan brista när patienter överförs från en vårdinrättning till en annan, dels kan hjälpmedel saknas under själva färden, dels kunskapsöverföringen brista mellan vårdpersonalen.